# Kikärtssläktet
Kikärtssläktet (Cicer) är ett släkte i familjen ärtväxter. Släktet har cirka 40 arter som förekommer från Marocko till Tibet. En av arterna, kikärt (C. arietinum), är en viktig kulturväxt.
Släktet består av ett- till fleråriga örter och halvbuskar.

## Bildgalleri

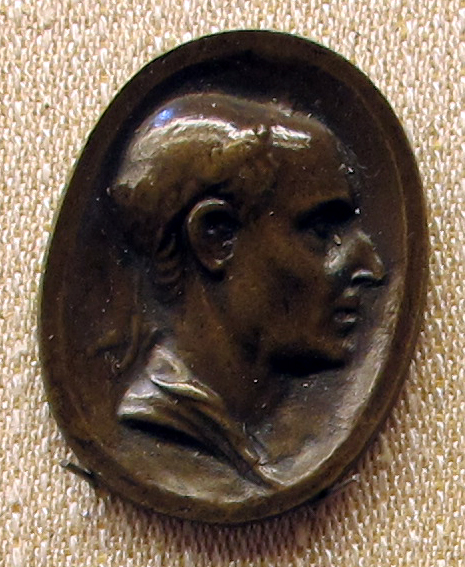
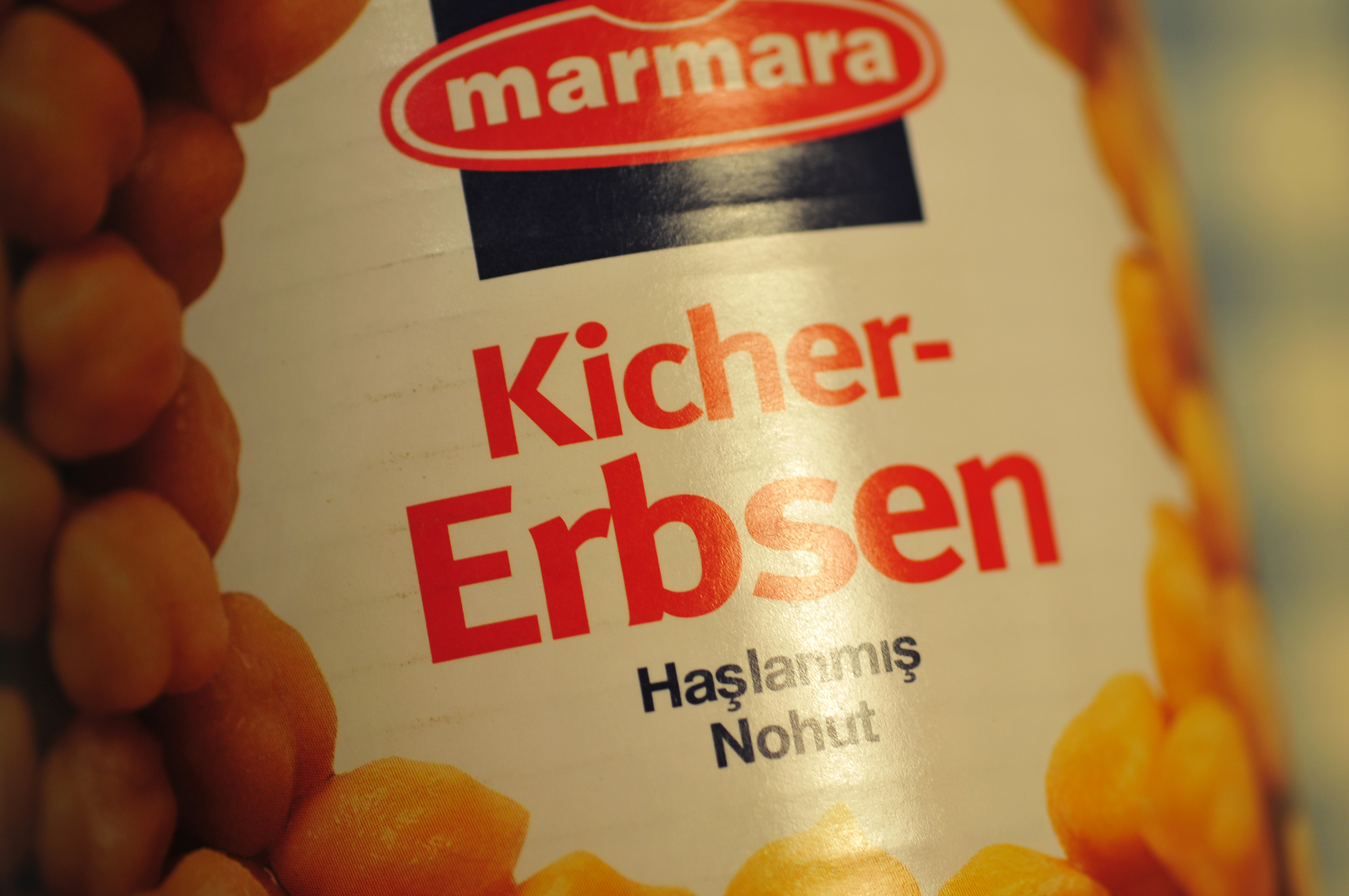
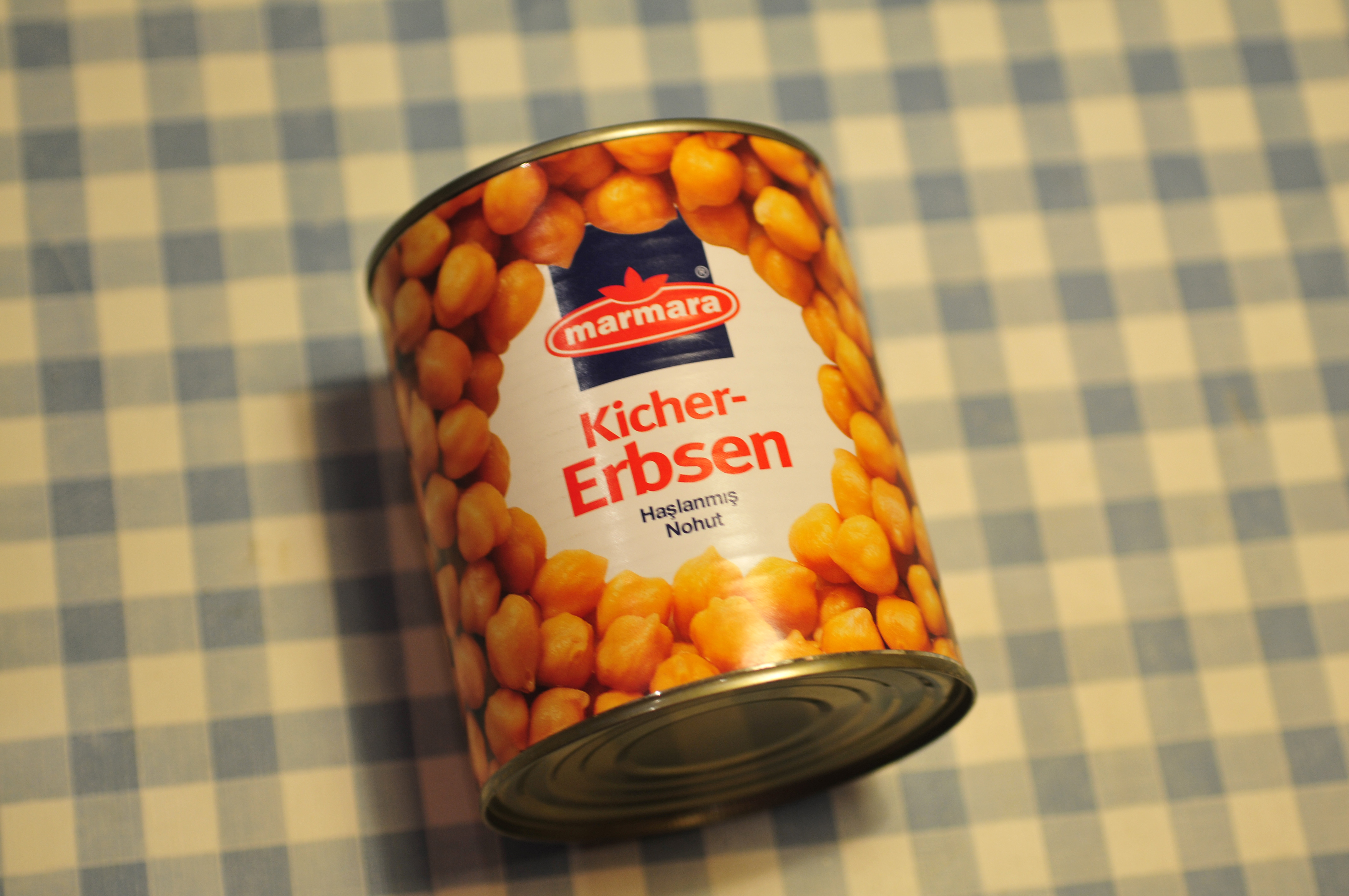
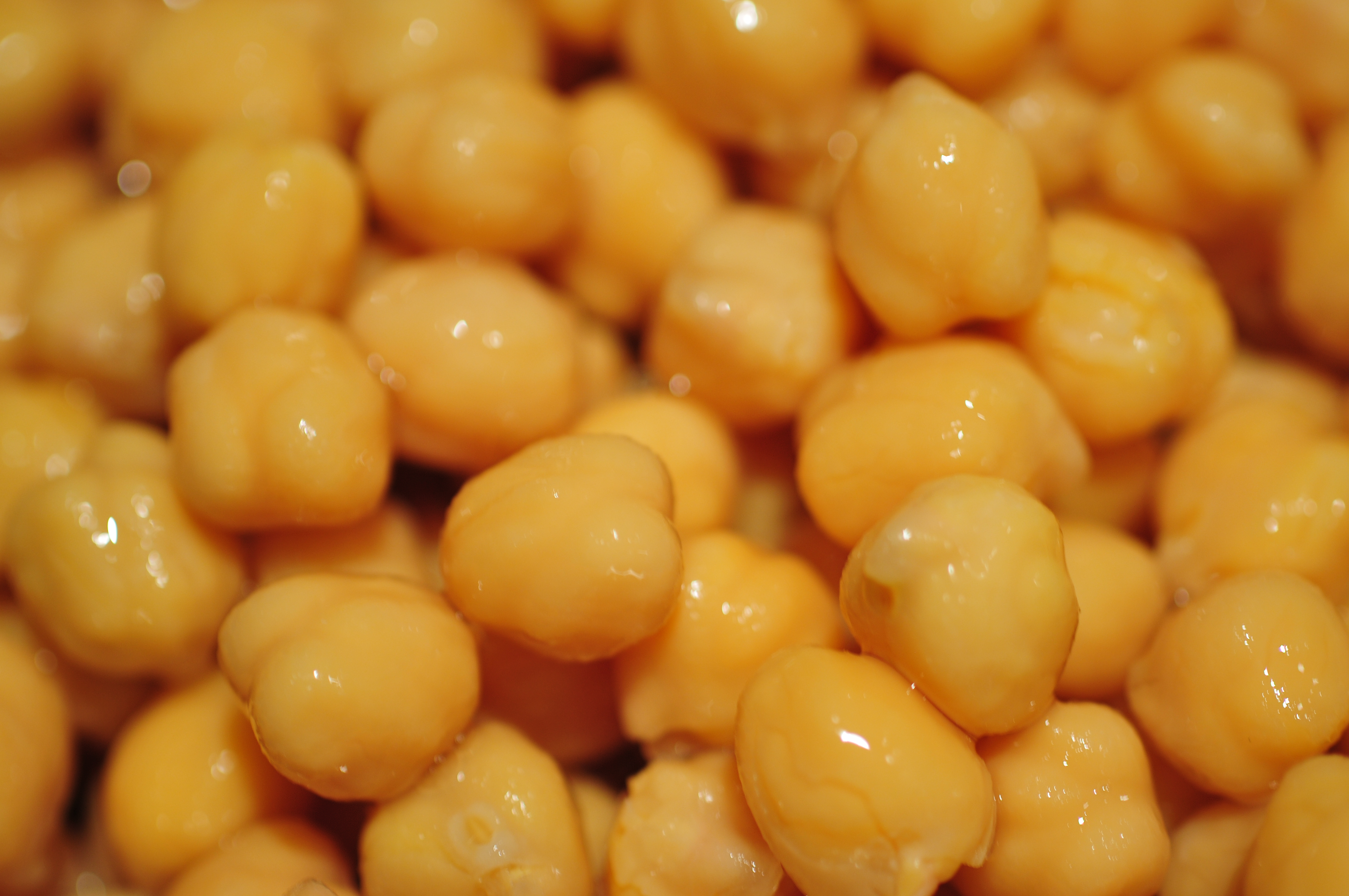
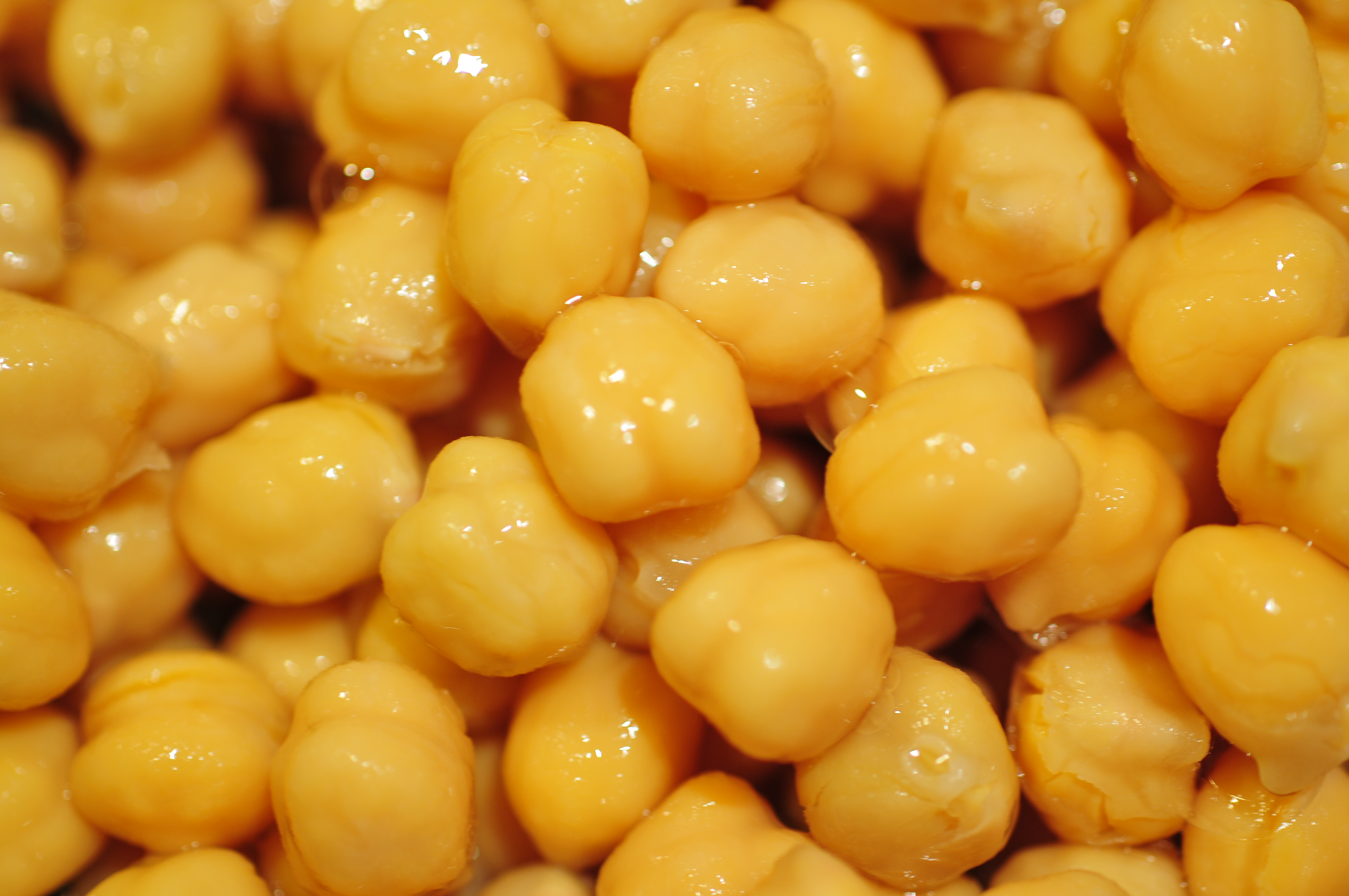
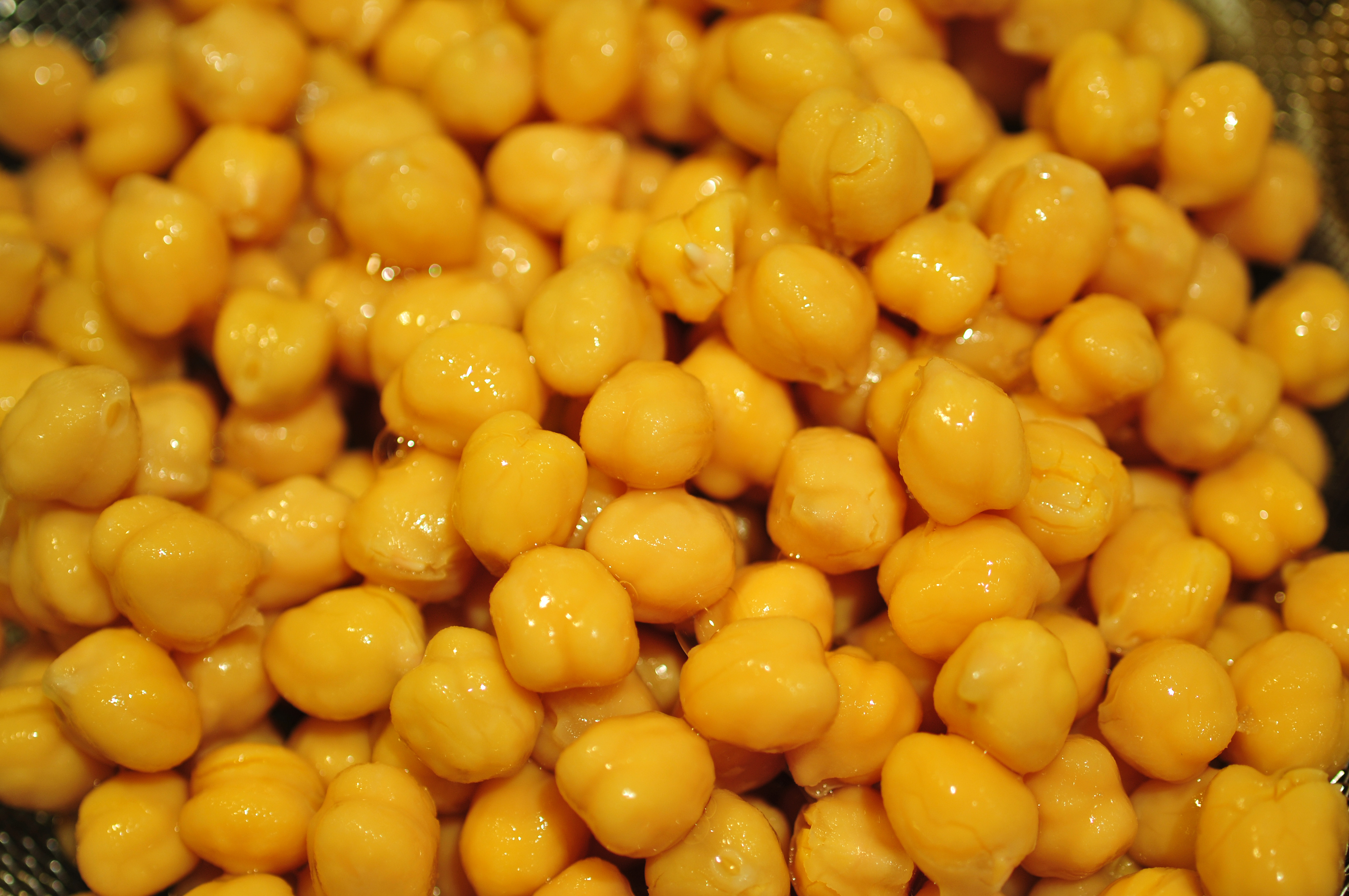